# Río Masparro
El Río Masparro es uno de los principales ríos del estado Barinas y uno de los afluentes más importantes del Llano Venezolano. Inicia en la Cordillera de Calderas a 2.100 m s. n. m. atravesando las poblaciones de Barrancas y Libertad, recorre 190 km hasta su desembocadura en el río Apure. Es el principal afluente del Embalse Masparro (principal reserva de agua del estado), en sus inmediaciones se construyó la Central Hidroeléctrica de Masparro y es el principal curso de agua de la población de Libertad, la cual, es dividida a la mitad por el río. También es conocido por ser un buen sitio para la pesca de Cachama, Pavón y otras especies más.

## Contaminación
A la altura de Santa Rosa (Municipio Rojas) y de Libertad, el río se encuentra contaminado por aguas negras, liberadas a medida que los pueblos crecían. Actualmente el río también está invadido por la bora (Eichhornia crassipes), la cual, consume el río en un 30 %.

## Atractivos turísticos
En la represa de Masparro hay una zona habilitada como balneario, es muy visitada sobre todo en las vacaciones escolares y en la Semana Santa. En el Municipio Rojas hay 5 balnearios, estos son visitados en los Carnavales.
- Datos: Q6783899